# 吊肉

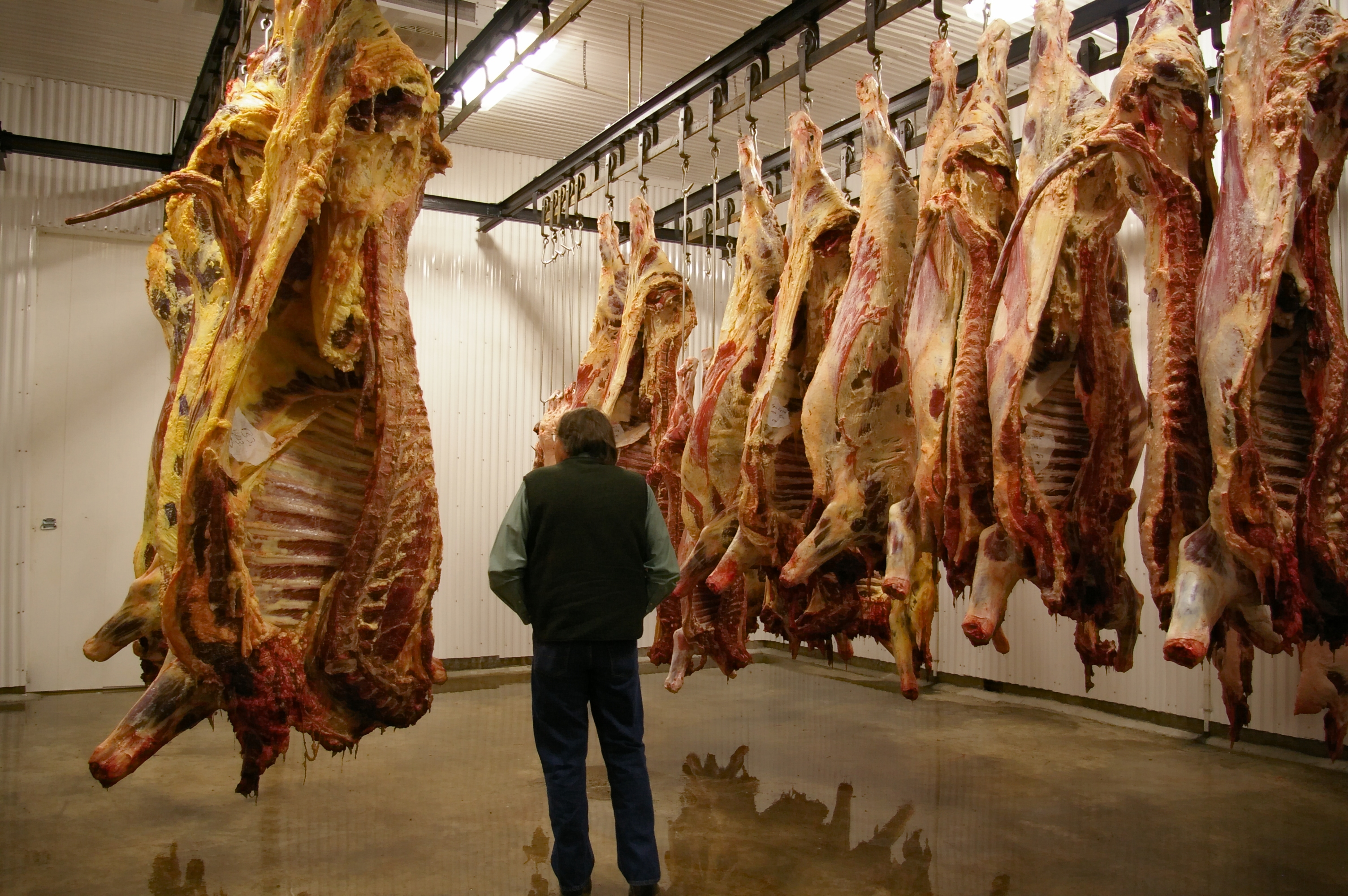
被吊掛後儲存於冷藏室的肉。

吊肉是一種烹飪方式，用於使牛肉熟成。屬於乾式熟成的一種。透過肉中天然的酶打散肌肉內的結締組織，進而改變肉的風味，而這個過程也會讓水分蒸發，讓味道更加濃縮。

## 過程
將肉（通常是牛肉）懸掛在冷藏室中，室內的溫度必須控制在攝氏1度至3度之間，溫度的間距之所以如此窄，是因為如果溫度太高，溫度會變質，如果太低則會讓肉中的水結冰，導致無法熟成。室內的溫度必須保持在85%左右，為了防止細菌滋生，必須確保通風良好，此外也要定期檢查以確保沒有變質。這個過程至少需要11天才能讓肉的風味產生明顯的變化，如果時間更久，味道會越好，不過若是太久也會提升變質風險，因此多數的廠商只會讓肉被懸掛20至30天。此外，肉會在此過程中失去水分，因此肉的尺寸會縮小10%至15%。外觀會從紅色變成紫色，也會比新鮮的肉更硬。
因為需要有一個大且可控制溫度的環境，所以這種做法的成本昂貴，再加上需要有人時時看顧、變質風險也高，肉的價格當然也更上一層。